# Mittelalterliche Denkmäler im Kosovo
Mittelalterliche Denkmäler im Kosovo ist eine von der UNESCO gelistete Stätte des Weltkulturerbes der Republik Serbien auf dem Gebiet des Kosovo. Die serielle Welterbestätte umfasst vier Komplexe von Sakralbauten der Serbisch-Orthodoxen Kirche und steht auf der Liste des gefährdeten Welterbes.

## Hintergrund
Im späten 12. Jahrhundert begründete Stefan Nemanja, der als Vasall des Byzantinischen Reichs über Raszien herrschte, dort einen autonomen serbischen Staat, der unter seinen Nachfolgern, den Nemanjiden, zu einem Königreich und schließlich Mitte des 14. Jahrhunderts zu einem Zarenreich wurde. Das Nemanjiden-Reich umfasste auch das Gebiet des heutigen Kosovo. Die Nemanjiden-Könige förderten die Kirche und stifteten Klöster und Kirchen. Unter den Nemanjiden wurde die Serbisch-Orthodoxe Kirche zu einem von Konstantinopel unabhängigen Patriarchat. Mehrere Könige aus der Dynastie der Nemanjiden werden von der Serbisch-Orthodoxen Kirche als Heilige verehrt. Nach dem Tod des letzten Nemanjidenherrschers im späten 14. Jahrhundert begann der Zerfall ihres Reiches. Im 15. Jahrhundert wurde es von dem Osmanischen Reich erobert.

## Einschreibung
Klöster und Kirchen aus der Zeit der Nemanjiden außerhalb des Kosovo waren bereits 1979 und 1986 in das Weltkulturerbe aufgenommen worden. 2004 beschloss das Welterbekomitee auf seiner 28. Sitzung, auch das im Kosovo liegende Kloster Visoki Dečani aufgrund der Kriterien (ii) und (iv) in die Liste des UNESCO-Welterbes einzutragen.

„Kriterium (ii): Das Kloster Dečani stellt eine außergewöhnliche Synthese aus byzantinischen und westlichen mittelalterlichen Traditionen dar. Das Kloster und insbesondere seine Gemälde übten auch einen wichtigen Einfluss auf die Entwicklung von Kunst und Architektur während der osmanischen Zeit aus.“

„Kriterium (iv): Das Kloster Dečani stellt ein herausragendes Beispiel für die letzte Phase der Entwicklung der serbisch-slawischen Architektur dar. Der Bau hat ostbyzantinische und westliche mittelalterliche Traditionen integriert.“

2006 beschloss das Welterbekomitee auf seiner 30. Sitzung, die Welterbestätte um zwei weitere im Kosovo gelegene Klöster und eine Kirche zu erweitern und die Bezeichnung in Mittelalterliche Denkmäler im Kosovo zu ändern. Die Erweiterung erfolgte unter den Kriterien (ii), (iii) und (iv).

„Kriterium (ii): Das Patriarchatskloster von Peć, das Kloster Gračanica und die Kirche der Jungfrau von Ljeviša spielten eine entscheidende Rolle in der Entwicklung des kirchlichen Bauwesens und der Wandmalerei auf dem Balkan zwischen dem 14. und 16. Jahrhundert im eigenständigen balkan-palaiologischen Renaissance-Architekturstil, der eine Verschmelzung des östlichen orthodoxen byzantinischen mit dem westlichen romanischen Stil widerspiegelt.“

„Kriterium (iii): Die Wandmalereien in den drei Kirchen sind ein außergewöhnliches Zeugnis für die Manifestationen der kulturellen Tradition der palaiologischen Renaissance von Byzanz auf dem Balkan. Sie zeigen den Höhepunkt der Entwicklung der balkanischen Kunst aus der ersten Hälfte des 14. Jahrhunderts in Gračanica und Ljeviša, ähnlich nur der Kirche der Heiligen Apostel in Thessaloniki und dem Protatonskloster auf dem Berg Athos, während die Gemälde in den Kirchen von Peć, die von etwa 1300 bis 1673-74 datieren, eine eindrucksvolle Demonstration der Entstehung dieses Stils und seiner Nachwirkungen sind.“

„Kriterium (iv): Das Patriarchatskloster von Peć, das Kloster Gračanica und die Kirche der Jungfrau von Ljeviša spiegeln die Entwicklung eines eigenständigen palaiologischen Renaissancestils der Architektur und Wandmalerei auf dem Balkan im 14. Jahrhundert wider, als die vereinten Kräfte von Kirche und Staat genutzt wurden, um für Serbien im Einklang mit seinen politischen Orientierungen eine starke Identität zu schaffen.“

Auf derselben Sitzung setzte das Welterbekomitee die erweiterte Welterbestätte aufgrund von Schwierigkeiten bei ihrer Verwaltung und Erhaltung, die auf die politische Instabilität der Region zurückzuführen sind, auf die Liste des gefährdeten Welterbes.

## Umfang
Die Welterbestätte umfasst vier Komponenten, die insgesamt einen Schutzbereich von 4,67 Hektar haben. Drei dieser Komponenten umfassen eine Klosterkirche und die sie umgebenden Klostergebäude, eine Komponente alleine eine Kirche. Die einzelnen Schutzbereiche sind jeweils von Pufferzonen umgeben, die insgesamt eine Fläche von 227,03 ha haben.

## Komponenten
| Bezeichnung                 | Lage                 | Bauzeit     | Kern- zone | Puffer- zone | Anmerkungen | Bild             |
| --------------------------- | -------------------- | ----------- | ---------- | ------------ | --- | ---------------- |
| Kloster Visoki Dečani       | Deçan (Standort)     | 1328–1335   | 1,80 ha    | 111,64 ha    | Klosteranlage mit dem größten Kirchengebäude des mittelalterlichen Serbien, errichtet als Grablege für König Stefan Uroš III. Dečanski (König 1321–1331), enthält ein vollständig erhaltenes Freskenensemble im Byzantinischen Stil und die größte Ansammlung von romanischen Skulpturen auf dem Balkan. | (weitere Bilder) |
| Patriarchenkloster Peć      | Peja (Standort)      | 13.–16. Jh. | 1,53 ha    | 99,81 ha     | Klosteranlage mit vier Kirchen, davon drei in einem Gebäudekomplex aneinandergebaut, mit Fresken aus dem 13. bis zum 17. Jahrhundert, seit 1253 Sitz des serbischen Erzbischofs, ab 1346 des Patriarchen von Peć, Krönungsort der serbischen Könige.                                                     | (weitere Bilder) |
| Muttergotteskirche Ljeviska | Prizren (Standort)   | 13.–14. Jh. | 0,12 ha    | 3,47 ha      | erbaut unter Stefan Uroš II. Milutin (König 1282–1321), älteste Fünfkuppelkirche der serbischen Architektur, während der osmanischen Herrschaft in eine Moschee umgewidmet, in den 1950er Jahren Wiederentdeckung der mittelalterlichen Fresken.                                                         | (weitere Bilder) |
| Kloster Gračanica           | Gračanica (Standort) | 14. Jh.     | 1,22 ha    | 12,11 ha     | erbaut unter Stefan Uroš II. Milutin (König 1282–1321), von der ursprünglichen Klosteranlage ist nur die Kirche erhalten, eine Kreuzkuppelkirche mit fünf Kuppeln, Hauptwerk des serbisch-byzantinischen Stils                                                                                           | (weitere Bilder) |

## Politische Situation
Die Aufnahme der Stätte in das Welterbe 2004 und ihre Erweiterung 2006 erfolgten vor Unabhängigkeitserklärung des Kosovo im Jahr 2008. Die UNO hat bislang die Unabhängigkeit des Kosovo nicht anerkannt und betrachtet ihn weiter als Autonome Provinz Serbiens. Demzufolge wird die Welterbestätte von der UNESCO weiterhin als Welterbestätte Serbiens geführt. Außerdem ist der Kosovo kein Vertragsstaat der Welterbekonvention und kann daher auch keine eigene Welterbestätte haben.
Die Verantwortung für die Verwaltung und den Erhalt der Welterbestätte liegt bei der Regierung der Republik Serbien in Zusammenarbeit mit der Regierung des Kosovo und der UN-Mission UNMIK.